# Josefina Vigo
Josefina Vigo (Olavarría, Provincia de Buenos Aires, 24 de junio de 1994) es una piloto argentina de automovilismo. Es una de las principales referentes nacionales de la promoción del deporte motor entre el género femenino, habida cuenta tuvo una gran trayectoria a nivel nacional compitiendo en categorías nacionales de automovilismo.
Sus inicios los tuvo compitiendo en el karting a nivel nacional, para luego dar el salto al automovilismo profesional. En ese sentido, debutó en 2012 en la categoría nacional GT 2000, reservada exclusivamente para sport prototipos, siendo esta sucesora del antiguo Sport Prototipo Argentino. Compitió en esta categoría hasta 2014, tras lo cual debutaría en 2015 en la divisional Top Race Series, donde además tomaría partido en la disputa de la Copa de Damas, donde tendría como rivales a competidoras como Violeta Pernice, Julia Ballario o Gisela Segade Sánchez.

## Biografía
Nacida en una localidad con amplia tradición automovilística como Olavarría, Josefina Vigo iniciaría desde muy joven su vinculación con el deporte motor al iniciarse en el ambiente de los karting, donde compitió a nivel nacional desde 2006 a 2008 en la categoría Juniors y en 2009 y 2011 en la categoría Sudam, obteniendo como mejores resultados el 5º puesto de Juniors en 2008 y el título de la divisional Sudam del Atlántico en 2011.
Tras su paso por el karting, llegaría en 2012 la gran posibilidad de su debut a nivel profesional, ya que sería convocada para competir en la categoría GT 2000, competencia que fuera creada sobre la base del Sport Prototipo Argentino y en la que se compite con esta clase de vehículos. Sus primeros pasos los daría al comando de una unidad ADA-Ford del equipo de Jonás Lodeiro, para luego cambiar de equipo y motorización, pasando a competir con un ADA-Honda del equipo de Juan Munich. En su primera intervención en esta categoría, Josefina demostraría una gran adaptación cerrando el año en la 8ª colocación del campeonato.
En  2013 volvería a presentarse al comando del ADA-Honda del equipo de Juan Munich, logrando subir por primera vez al podio, al arribar en segundo lugar el 20 de octubre de 2013 en el Autódromo Roberto Mouras de La Plata y cerrando el torneo en su mejor ubicación en su historial dentro de la categoría, al finalizar en el 5º lugar.
En 2014, Vigo cambia de aires pasando a competir inicialmente bajo el ala del equipo de Héctor Márques y Diego Venezia, siempre al comando de su ADA-Honda. Bajo esta estructura, la piloto olavarriense competiría en las primeras 6 fechas de esta temporada, pasándose luego a competir en el equipo de Juan Marangoni, primeramente sobre el ADA, para luego pasar a competir con un chasis Dragón-Renault. En esta temporada, Vigo volvería a subir al podio aunque en esta ocasión lo haría dos veces. Primero, alcanzaría el tercer puesto en su ciudad natal Olavarría el 5 de marzo de 2014, mientras que el segundo sería otro tercer puesto en La Plata, el 27 de octubre de 2014. Estos resultados servirían para que la piloto olavarriense finalice el torneo en la séptima colocación.
En 2015 encontraría a Josefina Vigo continuando dentro del GT 2000, compitiendo al comando del Dragón-Renault de Juan José Marangoni. en esta temporada, la piloto olavarriense se daría el gusto de conquistar su primera victoria en la categoría, al imponerse en la competencia corrida el 25 de mayo de 2015 en el Autódromo Hermanos Emiliozzi y celebrando nuevamente ante su gente. Esta victoria constituiría su primer triunfo a nivel profesional y su primer triunfo a nivel nacional en el automovilismo argentino. Sin embargo, tras este triunfo y habiendo desarrollado las primeras tres fechas del GT 2000, a mediados de la temporada 2015 recibiría la propuesta de incorporarse a la categoría Top Race Series, donde al mismo tiempo disputaría el torneo interno conocido como Copa de Damas, que fuera inaugurado por la categoría en esta misma temporada. Su debut se desarrolló al comando de una unidad identificada con los rasgos de diseño del modelo de producción Chevrolet Cruze, atendida por el equipo SDE Competición. Al comando de esta unidad, Josefina alcanzaría su primer triunfo dentro del torneo de Copa de Damas, el 12 de septiembre de 2015 durante el desarrollo de la primera competencia final de la séptima fecha del campeonato, corrida en el Autódromo Santiago Yaco Guarnieri de la Ciudad de Resistencia. Asimismo, desarrollaría una carrera en la categoría zonal Top Race NOA compitiendo el 03 de agosto de 2015 en el Autódromo Internacional de Termas de Río Hondo.

## Trayectoria
| Año       | Categoría                | Marca           |
| --------- | ------------------------ | --------------- |
| 2006-2011 | Piloto de karts          | Karting         |
| 2012      | Debut en GT 2000         | ADA-Ford        |
| 2012      | Debut en GT 2000         | ADA-Honda       |
| 2013      | GT 2000                  | ADA-Honda       |
| 2014      | GT 2000                  | ADA-Honda       |
| 2014      | GT 2000                  | Dragón-Renault  |
| 2015      | GT 2000, 3 carreras      | Dragón-Renault  |
| 2015      | Debut en Top Race Series | Chevrolet Cruze |
| 2015      | Top Race NOA, 1 carrera  | Chevrolet Cruze |
| 2016      | Top Race Series          | Chevrolet Cruze |
| Fuente:   |                          |                 |

### Trayectoria en Top Race
| Temporada | Categoría       | Vehículo        | Equipo          | Posición Final  |
| --------- | --------------- | --------------- | --------------- | --------------- |
| 2015      | Top Race Series | Chevrolet Cruze | SDE Competición | 20º (33 puntos) |
| 2015      | Top Race NOA    | Prototipo NOA   | SDE Competición | Invitada        |
| 2016      | Top Race Series | Chevrolet Cruze | SDE Competición | 20º (10 puntos) |

## Palmarés

### Karts
| Título   | Campeonato            | Categoría    | Año  |
| -------- | --------------------- | ------------ | ---- |
| Campeona | Karting del Atlántico | Sudam Senior | 2011 |